# Бутань
Бутань, Бутані (рум. Butani) — село у повіті Біхор в Румунії. Входить до складу комуни Меджешть.
Село розташоване на відстані 403 км на північний захід від Бухареста, 39 км на схід від Ораді, 92 км на захід від Клуж-Напоки.

## Населення
За даними перепису населення 2002 року у селі проживали 362 особи.
Національний склад населення села:
| Національність | Кількість осіб | Відсоток |
| -------------- | -------------- | -------- |
| румуни         | 349            | 96,4%    |
| словаки        | 8              | 2,2%     |

Рідною мовою назвали:
| Мова      | Кількість осіб | Відсоток |
| --------- | -------------- | -------- |
| румунська | 350            | 96,7%    |
| словацька | 8              | 2,2%     |